# Horácio Rebelo
Horácio Rebelo (Itajaí, 26 de setembro de 1901 – Jaraguá do Sul, 9 de julho de 1970) foi um padre e político brasileiro.
Filho de Alfredo Rebelo e de Maria Leonor da Cunha Rebelo. Foi ordenado padre da congregação dos Passionistas em 1930, com o nome religioso de Alfredo do Menino Jesus. Irmão de Arão Rebelo, deputado federal e constituinte de 1934, por Santa Catarina.
Concorreu à vaga de deputado estadual à Assembleia Legislativa de Santa Catarina nas eleições de 1950, pela União Democrática Nacional (UDN). Obteve 1.978 votos, ficando suplente e convocado assumiu na 2ª Legislatura (1951-1955).